# Epia cuneifera
Epia cuneifera är en fjärilsart som beskrevs av Butler. Epia cuneifera ingår i släktet Epia och familjen silkesspinnare. Inga underarter finns listade i Catalogue of Life.